# وینسنت باستانس
وینسنت باستانس (انگلیسی: Vincent Baestaens؛ زادهٔ ۱۸ ژوئن ۱۹۸۹) دوچرخه‌سوار اهل بلژیک است.
از باشگاه‌هایی که در آن بازی کرده‌است می‌توان به لاندباوکردیت–کولناخو اشاره کرد.